# Gle Troh
Gle Troh är en kulle i Indonesien.   Den ligger i provinsen Aceh, i den västra delen av landet, 1 800 km nordväst om huvudstaden Jakarta. Toppen på Gle Troh är 39 meter över havet.
Terrängen runt Gle Troh är platt söderut, men åt nordost är den kuperad. Havet är nära Gle Troh åt sydväst.Runt Gle Troh är det ganska glesbefolkat, med 43 invånare per kvadratkilometer.